# 猫柳ロミオ
猫柳ロミオ（ねこやなぎロミオ、1977年9月22日 - ）は、日本のお笑い芸人。本名、津波 祐一。
沖縄県浦添市出身。太田プロダクション所属だったが、トップカラーを経て現在プロダクションには所属せずフリー。一般社団法人東京演芸協会に在籍。沖縄県立宜野湾高等学校卒業。

## 来歴・芸風
- 2001年シアターＤにて初舞台
- 2003年9月 春風亭小朝に入門。その後、師匠の下を辞して再びお笑い芸人を目指し、春風亭ロミオから猫柳ロミオへ改名。現在も師匠とは繋がりがある。
- R-1ぐらんぷり2018 3回戦進出
- 主な芸風としては、本人が師範代をしている猫柳流という流派の奥義（ネタ）を披露するもの、『涙そうそう』などをBGMとして毒舌や自虐的なネタなどを披露するもの（エンタ出演時）、などがある。
- 『吸血鬼ロミーオ』という師匠考案の持ちキャラクターで、あらびき団に出演
- 『戦時中の幼い兄妹』兄に扮して4歳の妹せつ子に世の矛盾を説く、などを最近は演じている

## エピソード
- 太田プロダクション所属時代、事務所ライブには年に数回しか出演していなかった。本人のmixiによると2008年中の太田プロライブ一年間を通しての出番は合計たったの6分。

## 出演番組
- エンタの神様（日本テレビ系） - キャッチコピーは「未完の応怨歌」
- ナマイキ！あらびき団（TBS系）
- こたえてちょーだい!（フジテレビ系）
- 太田プロLive！月笑（テレ朝チャンネル）
- お笑い図鑑 ハマヌキ（tvk）
- auＴＶコマーシャル
- ザ・細かすぎて伝わらないモノマネ（2024年6月22日、フジテレビ[1]）